# Кокопа (язык)
Кокопа (Cocopá, Cocopah, Cucapá, Cucupá, Delta River Yuman, Kikima, Kikimá, Kwikapa, Kwikapá) — индейский язык народности кокопа, относящийся к дельта-калифорнийской группе кочими-юманской семьи, на котором говорят в муниципалитетах Сан-Пойса-де-Аройсу и Эль-Майор (к югу от Рио-Сан-Луис-Колорадо) штата Нижняя Калифорния в Мексике, возле реки Нижняя Колорадо, к югу от города Юма штата Аризона в США. В попытке сохранить живой язык, на котором говорили меньше чем 400 человек на рубеже 21 века, в 1998 году музей языка кокопа стал предлагать уроки языка кокопа детям.
У кокопа не было своего алфавита до 1970-х годов, пока один учёный[какой?] при подготовке своей университетской диссертации не разработал алфавит для языка. Оказалось, что предложенный алфавит далёк от идеального, и новый алфавит для кокопа был разработан самим племенем в начале 2000-х годов. Когда начался процесс возрождения языка, возникла необходимость найти слова для названий современных объектов, которых не существовало в древнем языке. Эти вопросы решаются старейшинами племени.

## Фонология
В кокопа существует 21 согласная:
|           |          | Губ.-губ. | Альвеоляр. | Ретрофлекс. | Палатал. | Веляр. | Веляр. | Глот. |
| простые   | губ.     | Губ.-губ. | Альвеоляр. | Ретрофлекс. | Палатал. |        |        | Глот. |
| Нос.      | Нос.     | m         | n          |             | ɲ        |        |        |       |
| Взрыв.    | Взрыв.   | p         | t          | ʈ           | tʃ       | k      | kʷ     | ʔ     |
| Фрикатив. | центр.   |           | s          | ʂ           | ʃ        | x      | xʷ     |       |
| Фрикатив. | латерал. |           |            |             | ɬʲ       |        |        |       |
| Аппрокс.  | центр.   |           |            |             | j        |        | w      |       |
| Аппрокс.  | латерал. |           | l          |             | lʲ       |        |        |       |
| Трепет.   | Трепет.  |           | r          |             |          |        |        |       |

- /r/ обычно трельная [r], но иногда одноударный [ɾ].
- /tʃ, ɲ, ʃ/ постальвеолярный (палато-альвеолярный).  /lʲ, ɬʲ/ палатализованный альвеолярный согласный.
- /ɬʲ/ иногда палатализованный, но в отличие от /lʲ/ он не противопоставляется с непалатализованным [ɬ].

### Гласные
В кокопа существует 4 гласных.
|                  | Передний ряд | Задний ряд |
| Верхний подъём   | i / iː       | u / uː     |
| Неверхний подъём | e / eː       | a / aː     |

В кокопа есть краткость и долгота в обеих гласных.